# TU9
TU9 German Universities of Technology e. V. est une alliance de neuf universités techniques de renommées en Allemagne. Ces universités jouissent d'une forte réputation dans la recherche scientifique et l'enseignement des ingénieurs et entretiennent des collaborations de premier ordre avec des partenaires industriels en Allemagne et à l'étranger.
L'alliance TU9 a été créé en 2003 sous la forme d'un consortium informel des instituts de technologie allemands créés avant 1900. La TU9 a été créée en tant qu'association formelle le 26 janvier 2006. Le siège social de l'association se trouve à Berlin.
L'association considère qu'il est de son devoir d'être un interlocuteur pour la société, l'économie et la politique. Elle s'occupe en particulier des intérêts de la formation universitaire des ingénieurs.
Les membres de l'association TU9 sont les universités techniques qui existaient déjà en Allemagne avant 1900, à savoir:
- École supérieure polytechnique de Rhénanie-Westphalie
- Université technique de Berlin
- Université technique de Brunswick
- Université technique de Darmstadt
- Université technique de Dresde
- Université Gottfried-Wilhelm-Leibniz de Hanovre
- Institut de technologie de Karlsruhe
- Université technique de Munich
- Université de Stuttgart